# Et la vie coulait
Albums de Nicole Rieu
Jardins, vol. 3
Et la vie coulait est le 20e album studio de Nicole Rieu. L'album, enregistré entre septembre 2020 et avril 2022, est sorti le 3 mars 2023 chez Productions Miracos et Boomerang Production (3-760347-743905).

## Liste des titres
| No  | Titre                                      | Paroles        | Musique            | Durée |
| --- | ------------------------------------------ | -------------- | ------------------ | ----- |
| 1.  | Et la vie coulait                          | Nicole Rieu    | Nicole Rieu        | 3 :21 |
| 2.  | Les héritiers (en duo avec Frédéric Bobin) | Philippe Bobin | Frédéric Bobin     | 3 :28 |
| 3.  | Autant te dire                             | Nicole Rieu    | Nicole Rieu        | 3 :05 |
| 4.  | Sa poupée de chiffon                       | Nicole Rieu    | Nicole Rieu        | 3 :10 |
| 5.  | Mardi sous la pluie                        | Nicole Rieu    | Nicole Rieu        | 3 :20 |
| 6.  | Des chicanes                               | Nicole Rieu    | Nicole Rieu        | 3 :19 |
| 7.  | Les baleines et les coquelicots            | Nicole Rieu    | Julien Rieu de Pey | 2 :43 |
| 8.  | Les œillets rouges                         | Louise Michel  | Nicole Rieu        | 3 :24 |
| 9.  | La vallée                                  | Philippe Bobin | Frédéric Bobin     | 3 :20 |
| 10. | Le temps d'un soupir                       | Nicole Rieu    | Julien Rieu de Pey | 3 :07 |
| 11. | Le printemps vin(g)t...                    | Nicole Rieu    | Nicole Rieu        | 3 :35 |
| 12. | Et la vie coulait (final)                  | Nicole Rieu    | Nicole Rieu        | 1 :13 |

## Singles extraits de l'album
- Et la vie coulait (septembre 2022) (clip tourné à l'été 2022)[3]
- Les baleines et les coquelicots (mars 2023)
- Les héritiers (février 2024) (clip)

## Autres informations
- Production : Productions Miracos
- Mastering : Chab
- Réalisation, mixages, prises de son, guitare, basse électrique, synclavier et synthétiseur : Julien Rieu de Pey
- Guitares acoustiques : Nicole Rieu
- Guitare électrique : Frédéric Bobin
- Violoncelle : Lilia Rieu de Pey
- Batterie et percussions : Félix Sabal-Lecco
- Sifflet : Jean-Claude Guidici
- Chœurs : Nicole Rieu, Julien Rieu de Pey, Frédéric Bobin, Jean-Claude Guidici et Lilia Rieu de Pey
- Photos : Thierry Rajic
- Conception de la pochette : Laetitia Sala et Gaëlle Junius